# Giovanni de' Bardi
Giovanni de' Bardi, conde de Vernio (Florença, 5 de fevereiro de 1534 — Roma, setembro de 1612) foi um crítico literário, escritor, compositor e militar italiano.
Foi um dos principais organizadores e expoentes da Camerata Florentina, um grupo formados por intelectuais e artistas de Florença que se reuniam em sua própria residência e discutiam a arte da época (especialmente a música), objetivando trazer ao presente as influências artísticas da Grécia antiga, como muitos movimentos semelhantes do Renascimento. Ao grupo é atribuída a criação da monodia e consequentemente da ópera, além de terem influenciado fortemente a música barroca.